# 馬田斯·文迪拿
馬田斯·文迪拿（西班牙語：Matias Mantilla，1981年2月14日—），阿根廷职业足球运动员，现效力于美國職業足球大聯盟球会皇家鹽湖城。